# Monsieur (Titel)

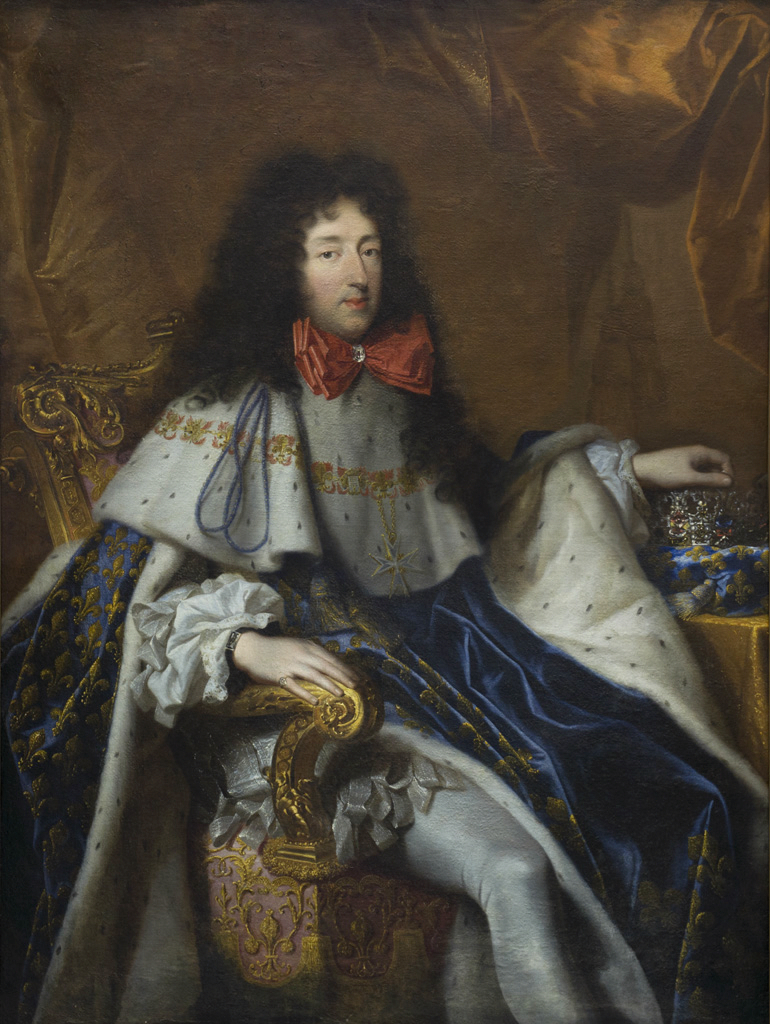
Philippe I^{er}, duc d’Orléans, genannt «Monsieur» (unter Ludwig XIV.)

Die Anrede (respektive die Titulierung) Monsieur war im Ancien Régime Frankreichs dem ältesten Bruder des Königs vorbehalten.

## Ursprünge der Bezeichnung
Im Mittelalter war „Monsieur“ (eine Verballhornung von Monseigneur) eine religiöse Anrede, die den Heiligen (« Monsieur Saint-Jean ») und dem Papst (« Monsieur Clément, souverain seigneur et gouverneur de l’Église ») vorbehalten war.

## Übernahme durch den König von Frankreich
Seit den ersten französischen Königen aus dem Haus Valois wurde es üblich, die Bezeichnung „Monsieur“ nicht mehr nur im religiösen Bereich anzuwenden. Sie wurde vielmehr auf die Prinzen aus der königlichen Familie ausgedehnt.
Seit dem 16. Jahrhundert und bis zum Ende des Königreichs war die Bezeichnung allein für den ältesten Bruder des Königs reserviert. Auch wurde „Monsieur“ in jedem Fall groß geschrieben.
In der französischen Geschichte wird er erstmals am 6. Mai 1576 erwähnt, als der Monsieur le duc d’Alençon im Hugenottenkrieg das Edikt von Beaulieu aushandelte, das schließlich von seinem Bruder, König Heinrich III., unterschrieben wurde. 
Zwischen 1640 und 1660 führte der Bruder von König Ludwig XIII., Gaston de Bourbon, duc d’Orléans, den Titel «Grand Monsieur» und unterschied sich so von Philippe I. de Bourbon, duc d’Orléans, der 
«Petit Monsieur» genannt wurde.
Die folgenden Prinzen führten den Titel „Monsieur“:
- Karl IX. als duc d'Orléans (1550 bis 1560)
- Heinrich III. als duc d’Angoulême (1560 bis 1573)
- François-Hercule de Valois, duc d’Alençon (1574 bis 1584)
- Gaston de Bourbon, duc d’Orléans
- Philippe, duc d’Orléans
- Ludwig XVIII. comte de Provence (1774–1793)[3]
- Karl X. als comte d’Artois.[4]

## Sonstiger Gebrauch
Im privaten Bereich wurden die Herrschenden von ihren Domestiken mit «Monsieur» angesprochen.
Während des Ancien Régime wurde den Mitgliedern des Parlaments von Paris der Plural als Bezeichnung zugebilligt: «prendre l’avis de Messieurs».
Die Anrede und Titulierung für einen gewöhnlichen Adeligen lautete dagegen nur „Sieur de...“